# Livellatori
I Livellatori (Levellers) furono un movimento politico, guidato da John Lilburne, che si sviluppò durante la Rivoluzione Inglese, alla fine della prima guerra civile (nell'estate del 1646).
Il movimento, che prevedeva tra i suoi punti fondamentali la tolleranza religiosa, l'uguaglianza di fronte alla legge e l'ampliamento del suffragio, influenzò attraverso i suoi principi e le sue battaglie numerose correnti politiche che si affermarono, successivamente, nel resto dell'Europa, come, ad esempio, il socialismo.

## Storia del movimento

### I presbiteriani e l'intolleranza religiosa

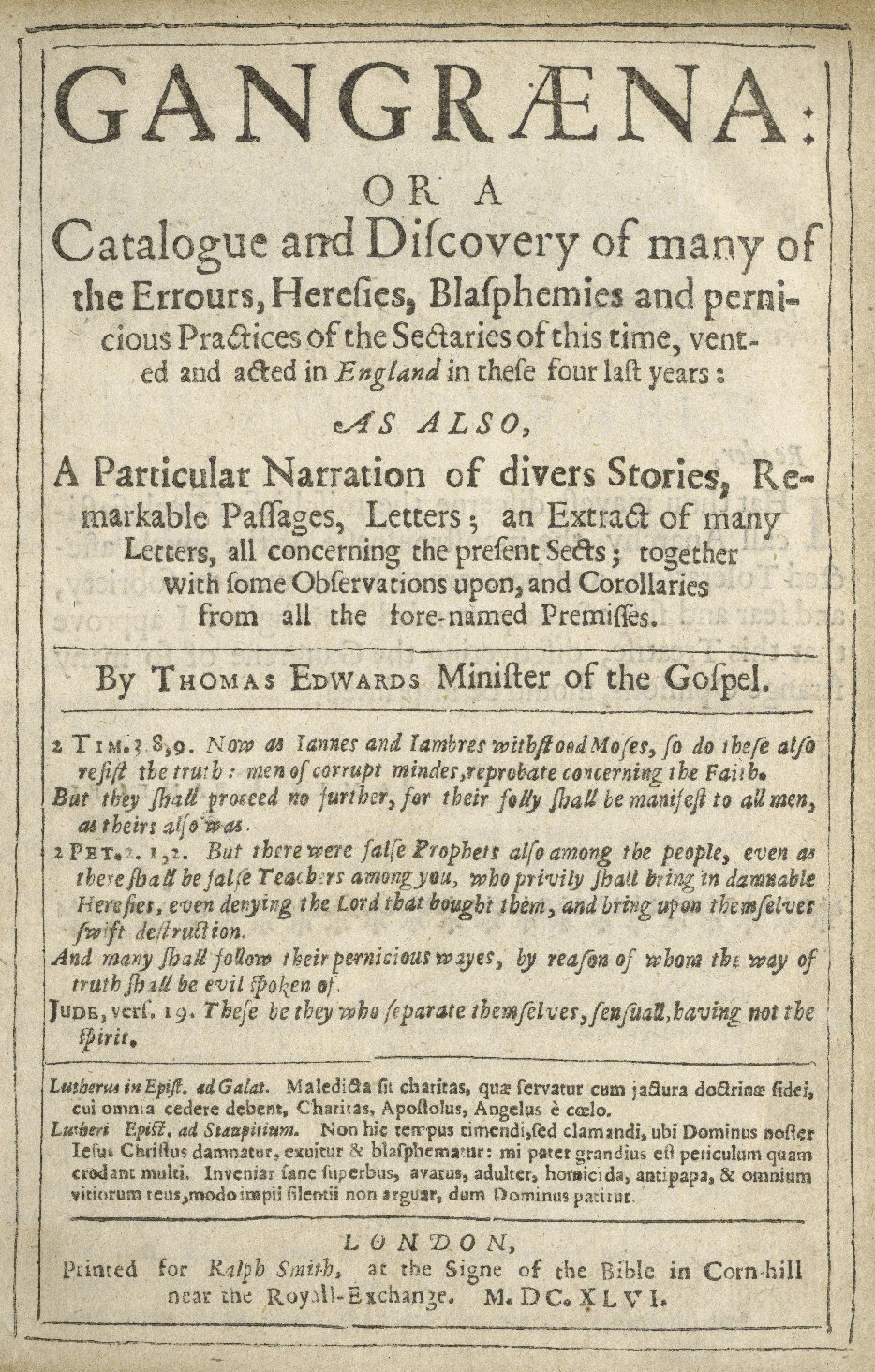
Gangraena, prima edizione

Nell'estate del 1646 il Lungo Parlamento (il parlamento convocato nel 1640 da re Carlo I) era ormai considerato da tutti cittadini una casta privilegiata e ricca che godeva di diritti pressoché illimitati e pronta a fare solamente i propri interessi. Ciò che fece precipitare la situazione e diede il via alla nascita di movimenti popolari fu la forte intolleranza religiosa dovuta ai membri che costituivano in maggioranza il parlamento: i presbiteriani.
In particolare Thomas Edwards, ministro del parlamento, pubblicò un testo che fece molto scandalo, dal titolo Gangraena, nel quale, oltre ad aver stilato una lista di 176 eresie ed errori predicati in Inghilterra, criticò le congregazioni settarie e condannò anche tutti quei predicatori che, alla fine del sermone, erano soliti aprire dibattiti e porre quesiti.
Il libro ebbe un notevole successo e portò alla realizzazione di un'ordinanza (che venne poi convertita in legge due anni dopo, nel maggio del 1648), la Blasphemy Ordinance, che, articolata in più punti, elencava diverse tipologie di eresia.
Proprio in questo clima di intolleranza e di forte ostilità nacque il movimento (e poi partito) dei Livellatori che cercò di dare voce al popolo inglese attraverso le sue numerose petizioni.

### Le origini del movimento

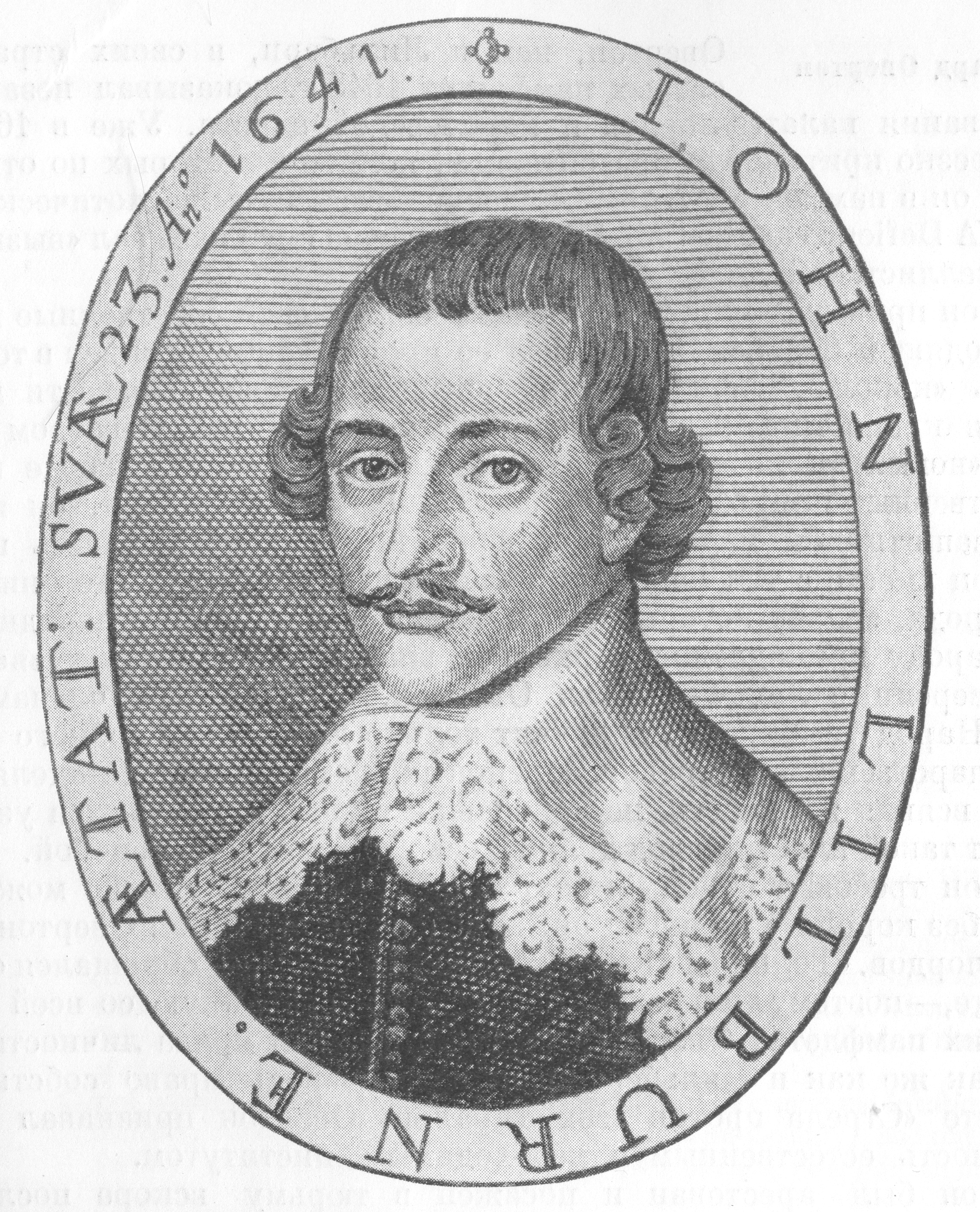
John Lilburne

La nascita dei Livellatori si deve, principalmente, a Richard Overton, William Walwyn e John Lilburne, i tre politici radicali che, con i loro scritti, delinearono i principi del movimento.
Se però Richard Overton e William Walwyn furono coloro che (attraverso i loro pamphlet spesso di stampo satirico) criticarono i ministri presbiteriani e svilupparono i principi di tolleranza religiosa, fu John Lilburne il principale autore dei testi che diedero le origini al partito.
Lilburne, dopo aver abbandonato l'esercito il 30 aprile 1645, si dedicò esclusivamente alla scrittura, pubblicando numerosi testi che gli costarono l'arresto diverse volte. Nel giugno del 1646 venne spedito nella prigione di Newgate (per i contenuti dei due pamphlet The Just Mans Justification e The Free-mans Freedome Vindicated) per poi essere liberato nel novembre dell'anno successivo, nonostante avesse ricevuto un aumento della pena per le parole che pronunciò davanti ai Lord nel luglio dello stesso anno.
(Discorso di John Lilbrune davanti ai Lord, 11 luglio 1646)
Un mese dopo la sua cattura, Overton e Walwyn pubblicarono, il 7 luglio 1646, il manifesto Remonstrance of Many Thousand Citizens of England che rappresenta simbolicamente la nascita effettiva dei partito dei livellatori (anche se il nome vero e proprio comincerà ad essere utilizzato solo l'autunno dell'anno successivo).
La Remonstrance, che riuscì a conquistare la fiducia di migliaia di cittadini, dagli artigiani ai piccoli commercianti, criticò l'operato del partito dominante negli ultimi anni, l'imprigionamento per debiti e l'arruolamento forzato difendendo, invece, il diritto di eguaglianza di fronte alla legge di ogni cittadino.
(Richard Overton e William Wawyin, Remonstrance of Many Thousand Citizens of England)

### La nascita del partito
Il termine Livellatori (Levellers) venne utilizzato per la prima volta nel 1647 dal re Carlo I, che li definì così perché: titolo atto quanto altri mai a indicare una spregevole genia di disperati che tenta di abbattere e livellare le siepi di cinta della nobiltà, della gentry e dei proprietari terrieri, di renderci tutti uniformi in modo che ogni Jack [popolano] gareggi con un gentleman, e ogni gentleman venga trasformato in un Jack.
Tra i vari villaggi vennero reclutati numerosi artigiani (soprattutto tessitori in seta nel quartiere di Spitalfields) che, in cambio, chiesero a Lilburne (ancora in prigione) pubblicità e aiuto per le loro condizioni disagevoli.
Nell'inverno del 1647 gli Agitatori (chiamati così inizialmente) dei cinque reggimenti di cavalleria del New Model Army stipularono un patto del popolo, da considerarsi un primo abbozzo di una costituzione scritta, l'Agreement of the People for a firme peace, che prevedeva, in quattro punti principali:
- che i seggi venissero redistribuiti in proporzione alla popolazione delle varie contee;
- che l'attuale parlamento si  sciogliesse il 30 settembre 1648;
- che i futuri parlamentari fossero eletti ogni due anni e rimanessero in carica da aprile a settembre;
- che il parlamento biennale divenisse l'organo di suprema autorità nel paese.

Acquistato un buon numero di membri, i livellatori di ogni quartiere di Londra cominciarono ad eleggere i loro commissari e di lì a poco tempo nacque il vero e proprio partito, con la sua sede e il suo settimanale (libro di notizie).
Dopo che il parlamento, venuto a conoscenza del patto e di un moto popolare in sua difesa, ebbe eletto un comitato per indagare tra i commissari e tra le file dell'esercito, alcuni dirigenti livellatori presentarono due petizioni, il 23 e il 29 novembre, nelle quali sostenevano che "non può esistere libertà in una nazione, ove il potere legislativo non risieda unicamente nel popolo o nei suoi rappresentanti" e chiedevano ai Comuni di specificare "quali fardelli possano pregare l'Onorevole Camera che vengano rimossi, e quali libertà... sancite".
In seguito alle dichiarazioni delle due petizioni, le Camere del parlamento votarono un'ordinanza che privò i livellatori del diritto di votare e di essere eletti alle elezioni del consiglio comunale.
Nonostante ciò il parlamento, al corrente del fatto che il nuovo movimento aveva dato voce a migliaia di cittadini, decise di soddisfare alcune fra quelle richieste più ovvie del partito, come, ad esempio, l'abolizione del privilegio dei membri della Camera di non poter essere citati in cause di ordine finanziario, che venne effettuata il 4 gennaio 1648.

### Organizzazione del partito
Il partito fece numerose raccolte firme per le sue petizioni (a partire da quelle per l'Agreement) e questo comportò alla stampa di un gran numero di copie di testo che dovevano essere pagate mediante le quote settimanali degli iscritti, che davano in misura del loro guadagni.
Per quanto riguarda la rappresentanza, il metodo - secondo il modello del Consiglio dell'Esercito - prevedeva che in ogni quartiere di Londra si formasse un'unità che avrebbe dovuto riunirsi per decretare i rappresentanti da mandare al comitato di parrocchia. Nella stessa città, poi, e nei suoi sobborghi venivano eletti dodici commissari (commissioners o agents) che controllavano il funzionamento del partito, e due tesorieri che si occupavano della cassa centrale.
Tale comitato esecutivo, dopo essere stato eletto, si riuniva per tre sere a settimana alla locanda Whalebone Tavern, che divenne ben presto sede e quartier generale del partito.
Le petizioni furono uno dei mezzi più utilizzati e più potenti del partito poiché rappresentarono l'unico modo per poter raggiungere direttamente ogni singolo cittadino, nonostante fossero convinti che esse non avrebbero potuto influire più di tanto sull'operato del parlamento; venivano lette ad alta voce nelle chiese, discusse nelle piazze e nelle locande e i soldati di diversi reggimenti si occupavano di farle circolare.
All'interno del partito ebbero ruolo di spicco non solo gli uomini, ma anche le donne, che parteciparono attivamente alla vita politica, come Katherine Chidley che scrisse un pamphlet contro un ministro presbiteriano e le venne attribuita anche la stesura di una petizione che venne firmata da diecimila donne e che rivendicava l'uguaglianza di tutti gli uomini di fronte a Dio.
(Katherine Chidley, To the supreme authority of England the Commons assembled in parliament. [...], 11 settembre 1648)
Nel marzo del 1648 il partito sviluppò un nuovo mezzo di propaganda acquistando un foglio settimanale, di nome The Moderate.

### Inverno 1647-1648

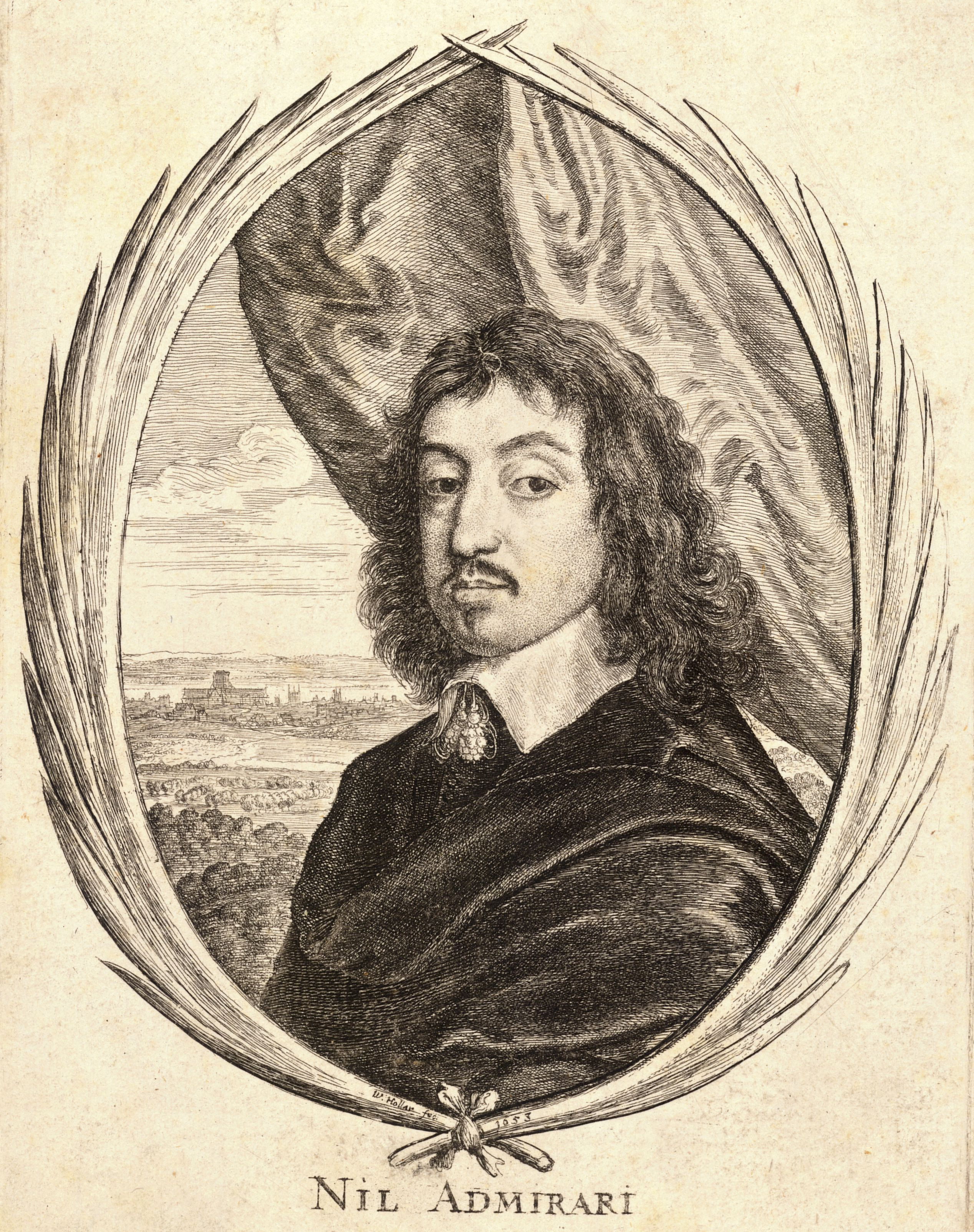
Sir John Wildman

Nell'inverno che precedette la seconda fase della guerra civile, vari rappresentanti livellatori presentarono numerose petizioni che denunciavano le condizioni pessime dei cittadini, costretti ad insorgere per richiedere aumenti di salario. John Wildman, in Truth's Triumph, descrisse lo stato dei tessitori nelle contee occidentali, costretti a riunirsi in gruppi di dieci o più persone per impadronirsi del grano durante il trasporto al mercato e poterselo dividere fra di loro.
John Lilburne, invece, nella Earnest Petition of many Free-born People of this Nation (gennaio 1648), presentò nuove richieste, come l'abolizione delle gratifiche ai giudici e ai custodi, e trattò, come fece Wildman, delle condizioni di disagio dei cittadini più poveri:
(John Lilburne, Earnest Petition of many Free-born People of this Nation, gennaio 1648)
Lilburne e Wildman si dovettero presentare, il 18 gennaio dello stesso anno, ai Comuni, dove dovettero ribattere alle accuse di George Masterson, un parroco che riferì al parlamento i contenuti di un'assemblea dei livellatori tenutasi il giorno prima in una casa di un giardiniere nel Wapping. I due vennero condannati alla prigionia ma il leader del partito venne rilasciato perché riuscì a convincere l'addetto al mantenimento dell'ordine che il mandato del parroco era nullo per vizio di forma. Nonostante ciò, il giorno seguente venne ricondotto in carcere poiché aveva accusato la pattuglia che era venuto ad arrestarlo il giorno precedente.
Nel frattempo, l'esecutivo della Derby House prese misure per bloccare il partito, e così numerosi reparti della milizia civica, anche per mano di Oliver Cromwell (il quale voleva sbarazzarsi del Livellatori, non condividendo diversi punti dei loro principi), furono costretti a sciogliere le proprie riunioni private.

### La Grande Petizione
Durante la seconda guerra civile, il 1º agosto 1648 il partito dei livellatori presentò ai Comuni una petizione (The Petition of divers thousand wel-affected Citizens in the behalf... of Lilburne) per il rilascio di John Lilburne. Il giorno stesso il leader del partito venne scarcerato e risarcito per le sofferenze patite in prigione a causa della Camera.
Con il suo rilascio la Camera era convinta che Lilburne avrebbe appoggiato la proposta del maggiore Robert Huntingdon, ovvero di chiamare in giudizio Oliver Cromwell per alto tradimento, ma così non fece ma, bensì, scrisse una lettera al comandante dell'esercito, affermando:
(Lettera del 3 agosto 1648, John Lilburne)
I livellatori, dopo essersi procurati la fiducia di Cromwell, si adoperarono per redigere un nuovo programma. Il documento, pubblicato l'11 settembre, dal titolo generico di Grande Petizione (Large Petition), è da considerarsi il manifesto più importante del partito. Il testo sostanzialmente trattava gli stessi principi dell'Agreement of the People, ma ne enfatizzava alcuni punti, come, ad esempio, la tolleranza religiosa. Grazie anche al periodico The Moderate la petizione fece il giro delle province ottenendo numerosi consensi.
Il 15 novembre un gruppo di leader indipendenti, su proposta di Cromwell, si incontrarono con Lilburne e i suoi compagni alla Nag's Head Tavern per discutere le azioni concorde della loro alleanza. Gli indipendenti avevano intenzione di decapitare il re ed epurare il parlamento, mentre per il leader dei livellatori era necessario, invece, prima di tutto concludere un patto del popolo. Alla fine della discussione si decise di eleggere quattro delegati per ognuna delle parti presenti per decidere come si sarebbe dovuto stipulare il patto. Si convenne sulla proposta, da parte dei livellatori, di riunire un'assemblea dei rappresentanti eletti dai cittadini della contea e da quelli eletti nell'esercito che avrebbe avuto il compito di redigere la "costituzione fondamentale di un giusto governo" sotto forma di patto.
L'idea iniziale dell'assemblea di rappresentanti di tutta la contea venne abbandonata per far posto ad un'assemblea delle diverse correnti della popolazione, formata da quattro fiduciari per ogni gruppo (esercito, indipendenti, amici del parlamento e livellatori) con il compito di prendere decisioni definitive sulla forma e il contenuto del nuovo Agreement.

### Verso il programma definitivo del partito

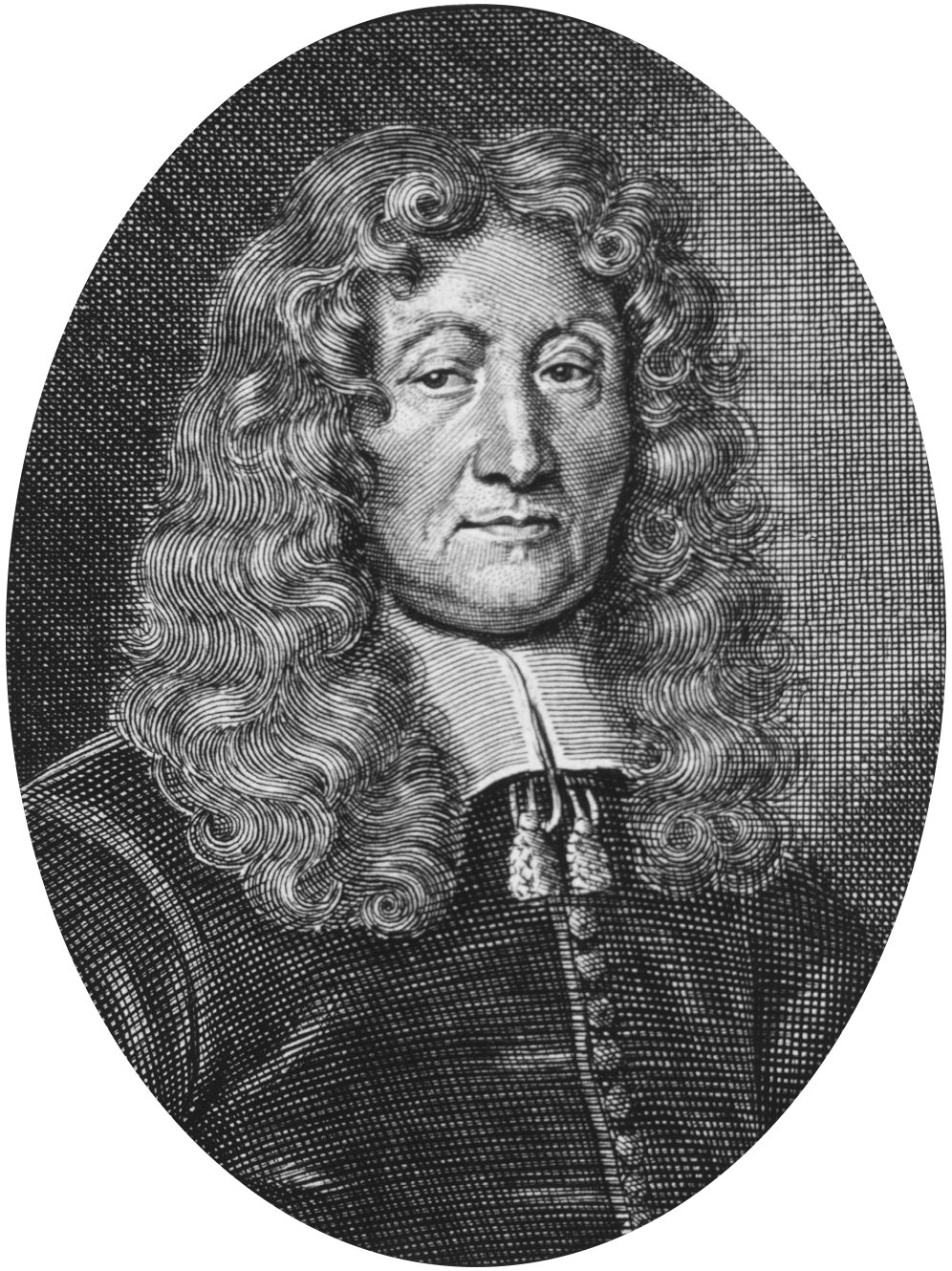
William Walwyn

L'alleanza fra livellatori e l'esercito durò fino alla seconda versione dell'Agreement, quando Cromwell ed altri importanti esponenti sostituirono la clausola sulla tolleranza religiosa con un'altra ambigua e illiberale. L'alleanza si ruppe definitivamente con l'abbandono di Lilburne e i suoi compagni ad un'assemblea del 15 novembre.
Dopo l'esecuzione, il 20 gennaio 1649 del re Carlo I, e dopo la proclamazione della Repubblica, il partito si occupò, rivolgendosi ai Comuni, di contrastare il governo dell'esercito. Lilburne pubblicò, il 26 febbraio il pamphlet Englands New Chains Discovered con l'intenzione di risvegliare i civili sul pericolo del governo di Cromwell, e successivamente pubblicò un altro testo, assieme a Richard Overton, nel quale si criticava il fatto che ufficiali dell'esercito avessero preso parte al nuovo governo. Il 27 marzo Cromwell, ai Comuni, attaccò Lilburne criticandone l'ultimo pamphlet e la Camera rispose (con una mozione) riconoscendo che: "tale libello... è di contenuto oltremodo falso, scandaloso e riprovevole". Il giorno seguente, il 28 marzo, quattro distaccamenti dell'esercito circondarono le case di Lilburne, Walwyn, Overton e Thomas Prince (tesoriere del partito) e li arrestarono.
Il 1º maggio i quattro prigionieri del partito mandarono alla stampa la versione definitiva dell'Agreement of The People, con il titolo Patto del libero Popolo Inglese. Tra i principi fondamentali del testo troviamo:
- l'estensione del diritto al voto a "tutti gli uomini dai ventun anni in su" (a parte alcune distinzioni);
- l'abolizione delle decime;
- il termine del Lungo Parlamento (fissato per il primo mercoledì d'agosto del 1649) e i principi che avrebbero dovuto rispettare i nuovi parlamenti, come le clausole sull'eleggibilità:

(John Lilburne, William Walwyn, Richard Overton e Thomas Prince, Agreement of the Free People of England, 1º maggio 1649)
- I diritti civili e il fatto che tutti i cittadini devono essere uguali di fronti alla legge.

Oltre a queste troviamo numerose clausole sull'Amministrazione della giustizia, sulla difesa, sull'economia, sul decentramento giudiziario e amministrativo e altre piccole riforme.

### La fine del partito
Se agli inizi di maggio i livellatori potevano ancora riunirsi alla loro locanda, verso la metà del mese venne votata una legge, la Treason Act, che impedì anche le riunioni tra i membri del partito, poiché estese la definizione di tradimento anche al dominio delle parole e all'espressione delle idee.
Nelle file dell'esercito, tra maggio e aprile, numerosi livellatori (assieme ad altri soldati che appoggiavano il partito) vennero uccisi per essersi ammutinati contro Cromwell. Questo fatto portò a far perdere rapidamente la forte influenza che fino ad allora il partito aveva ottenuto.
I pamphlet del partito, di forte critica ai cromwelliani e al suo esercito, che uscirono in quei mesi furono molto criticati dagli indipendenti. L'11 settembre i Comuni condannarono come sedizioso l'Outcry of the Youngman and Apprenticies of London, pubblicato il 29 agosto 1649, e come traditori i suoi autori (tra i quali lo stesso Lilburne). In seguito venne votata, il 14 settembre, una nuova legge sulla censura che impedì ai giornali di trattare notizie o opinioni sugli atti del parlamento, del consiglio di Stato o dell'esercito e che portò alla chiusura del The Moderate. Venne pubblicato, in risposta alle numerose accuse e alla censura, la Remonstrance of many Thousands of the Free-People of England (21 settembre 1649), nella quale vennero enumerati diversi obiettivi, tra i quali:
- chiamare a giudizio gli assassini del loro compagni a Ware, Londra, Burford e Oxford;
- costringere i deputati e i membri dei comitati amministrativi a restituire le ricchezze mal guadagnate e a cedere le proprietà immobiliari in più;
- garantire il diritto al lavoro, dando la possibilità ad ogni cittadino di provvedere alla propria "sussistenza naturale";

Il pamphlet venne firmato da 98.064 persone ma questo costò a Lilburne la condanna per alto tradimento. Negli stessi giorni venne pubblicato anche uno scritto polemico da parte del Consiglio di Stato (sotto ordine del parlamento), la Declaration of the Parliament of England, nel quale venne duramente criticato il partito livellatore.
Lilburne venne sottoposto a sorveglianza speciale e, il 13 ottobre, venne fissata la data del processo: il 24 ottobre. Dopo una lunga udienza il leader del partito venne assolto e scarcerato, l'8 novembre, assieme ai suoi compagni di prigionia.
Nonostante la scarcerazione degli esponenti principali del partito, i livellatori persero rapidamente la loro coesione e la loro speranza. Non vennero più convocate assemblee rappresentative per promuovere il loro Patto del Popolo (poiché i portavoce rimasti dell'esercito non vi avrebbero preso parte) e non vennero più pubblicati pamphlet a nome del partito. Così, poco dopo il grande successo della ultima Remonstrance, il partito, senza più metodi per intervenire, declinò definitivamente, nell'autunno del 1649. Negli anni successivi piccoli gruppi di livellatori si riunirono in congregazioni settarie per organizzare piccole attività e raccogliere firme, senza però mai riuscire a raggiungere veri e propri risultati concreti.

## Freeborn John e le Freeborn Rights
John Lilburne (chiamato anche Freeborn John) rese centrale nella sua battaglia come leader del partito livellatore il concetto di free-born (e di free-man), con il quale voleva indicare, riprendendo il concetto del "liber homo" della Magna Carta, il diritto di ogni englishman (uomo inglese) di poter rivendicare la propria natura di "nato libero" e quindi di poter contare sulle freeborn rights, ovvero su tutte quelle leggi inviolabili e comuni ad ogni essere umano.
L'innovazione di Lilburne non fu, però, il dichiarare che ogni uomo inglese è un uomo libero, ma piuttosto il poter rivendicare diritti politici (freeborn rights) legati a questo concetto (come il diritto di uguaglianza di fronte alla legge).
Ad esempio, tra questi principi politici ha molta importanza il diritto di proprietà (o meglio property) che va esteso non solo al possedimento di terreno o di capitale, ma anche al concetto di pensiero e a quello di self-property, che vorrebbe indicare la proprietà che ogni individuo ha su se stesso. Diritto importante poiché, nella visione di Lilburne, era fortemente collegato alla libertà religiosa, e quindi ad uno dei punti fondamentali del pensiero suo e del partito.